# 개를 데리고있는 부인
개를 데리고있는 부인(Dama s sobachkoy, The Lady with the Dog)은 러시아(구 소련)에서 제작된 요시프 헤이피츠 감독의 1960년 드라마, 멜로/로맨스 영화이다. 일리아 사비나  등이 주연으로 출연하였다.

## 출연

### 주연
- 일리아 사비나
- 알렉세이 바타로브
- 니나 알리소바

### 조연
- 유리 메드베데브